# Anthodioctes misiutae
Anthodioctes misiutae är en biart som beskrevs av Urban 2002. Anthodioctes misiutae ingår i släktet Anthodioctes och familjen buksamlarbin. Inga underarter finns listade i Catalogue of Life.